# Drehrestaurant

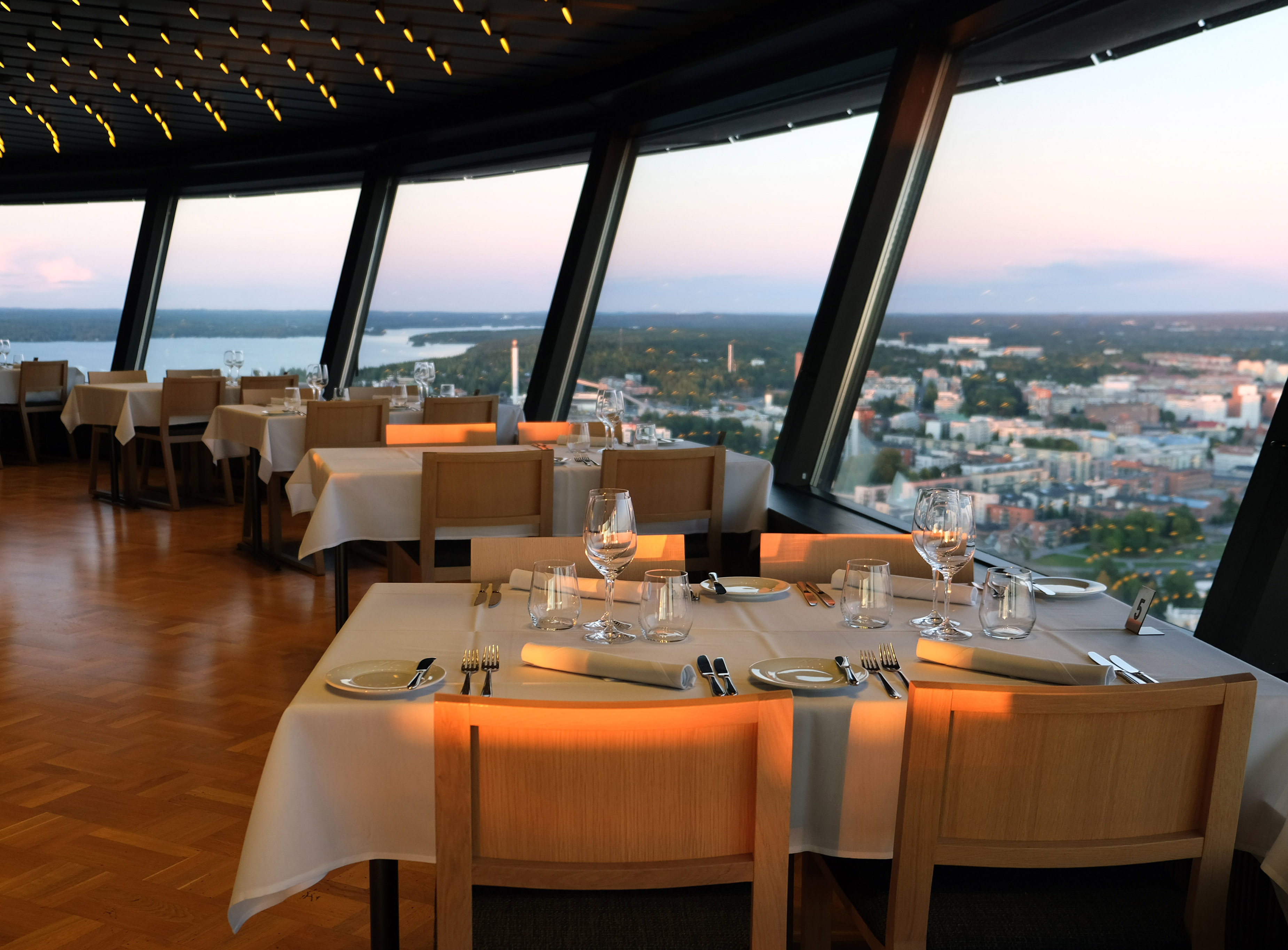
Inneres des Drehrestaurants Näsinneula in Tampere, Finnland

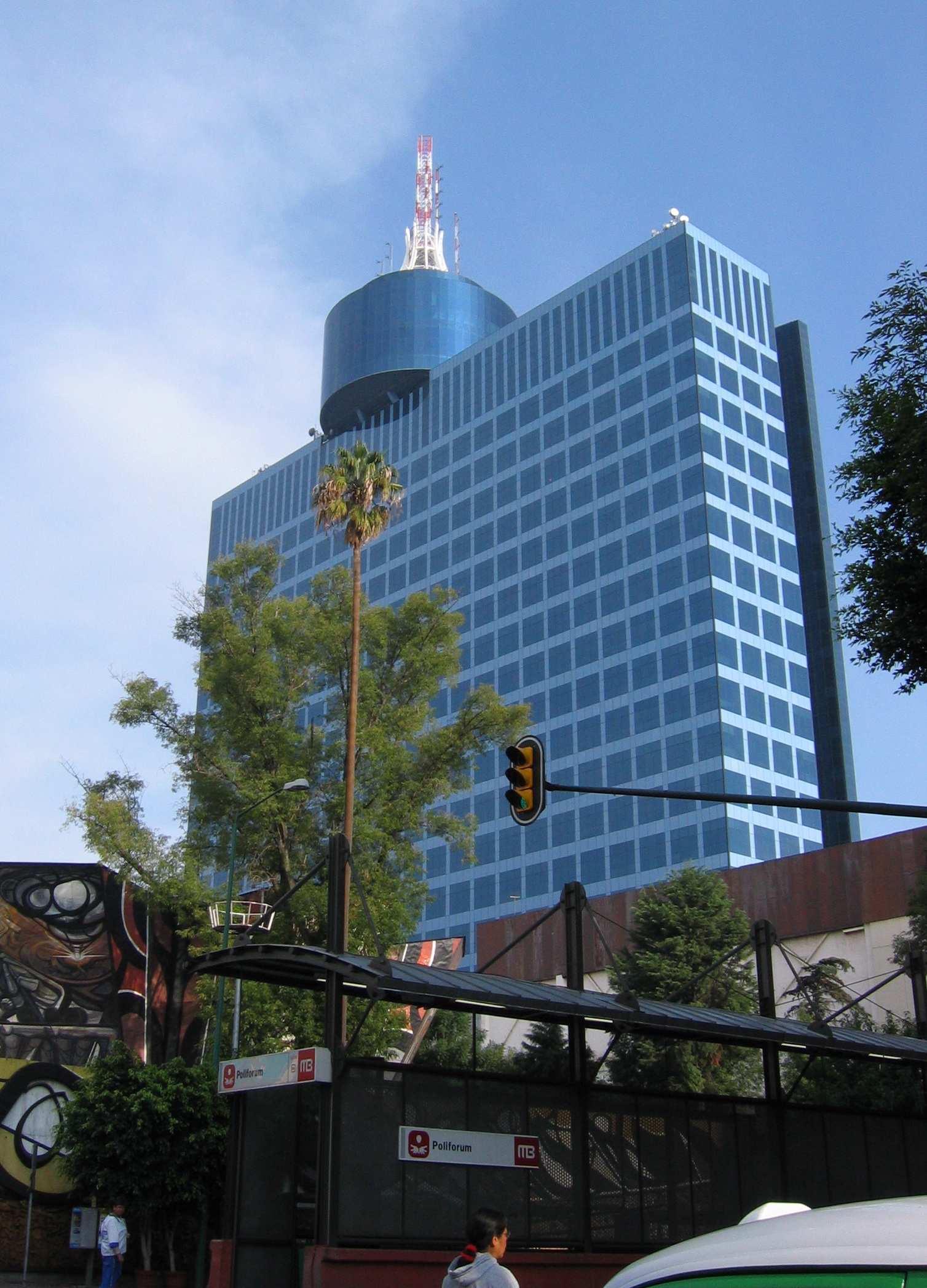
World Trade Center Ciudad de México. Das Restaurante Giratorio Bellini im 45. Stock ist mit 1044,66 m² und 332 Plätzen das größte Drehrestaurant der Welt.

Ein Drehrestaurant ist ein drehbar gelagertes Restaurant, das mittels Elektromotoren über ein Getriebe bewegt wird. Die Gäste können so, ohne ihren Platz verlassen zu müssen, während ihres Aufenthalts das komplette 360°-Panorama betrachten. Drehrestaurants befinden sich zumeist auf Türmen oder anderen hohen Gebäuden (Turmrestaurant) oder auf Bergspitzen. Auf Türmen sind sie meist im Turmkorb untergebracht. Die Umdrehungsgeschwindigkeit beträgt üblicherweise ein bis drei Umdrehungen je Stunde.

## Geschichte
Das Drehrestaurant im Florianturm, einem Aussichts- und Fernsehturm in Dortmund, ging 1959 in Betrieb und gilt damit als ältestes der Welt. Das auf dem Donauturm in Wien im Jahr 1964 eröffnete zweistöckige Drehrestaurant (Café und Restaurant) war das erste, bei dem sich die Glasfassade mitdreht und so den ungehinderten Ausblick ohne vorbeidrehende Wandteile ermöglicht.
Bereits im 1. Jahrhundert n. Chr. soll auf dem Palatin in Rom im Palast Domus Aurea von Kaiser Nero ein rotierendes Speisezimmer bestanden haben. Französische Archäologen fanden die Überreste eines Rundbaus, der die Rotunde gewesen sein dürfte, die Sueton in seinen Kaiserbiographien beschrieben hatte: „Der Hauptspeisesaal war eine Rotunde, welche in einem fort Tag und Nacht sich wie das Weltall herumdrehte.“ (Suetonius: Vita Neronis XXXI) Die Archäologen vermuten, dass der Rundbau mit einem Durchmesser von 16 Meter ein Holzgerüst enthielt, das von einem zentralen Pfeiler getragen wurde.
Im April 2017 wurde im Drehrestaurant des Westin Peachtree Plaza Hotel in Atlanta ein Kind tödlich verletzt, als es zwischen feste und bewegte Teile geriet, ohne dass sich die Anlage wie vorgesehen abschaltete.

## Liste von Drehrestaurants

### Deutschland

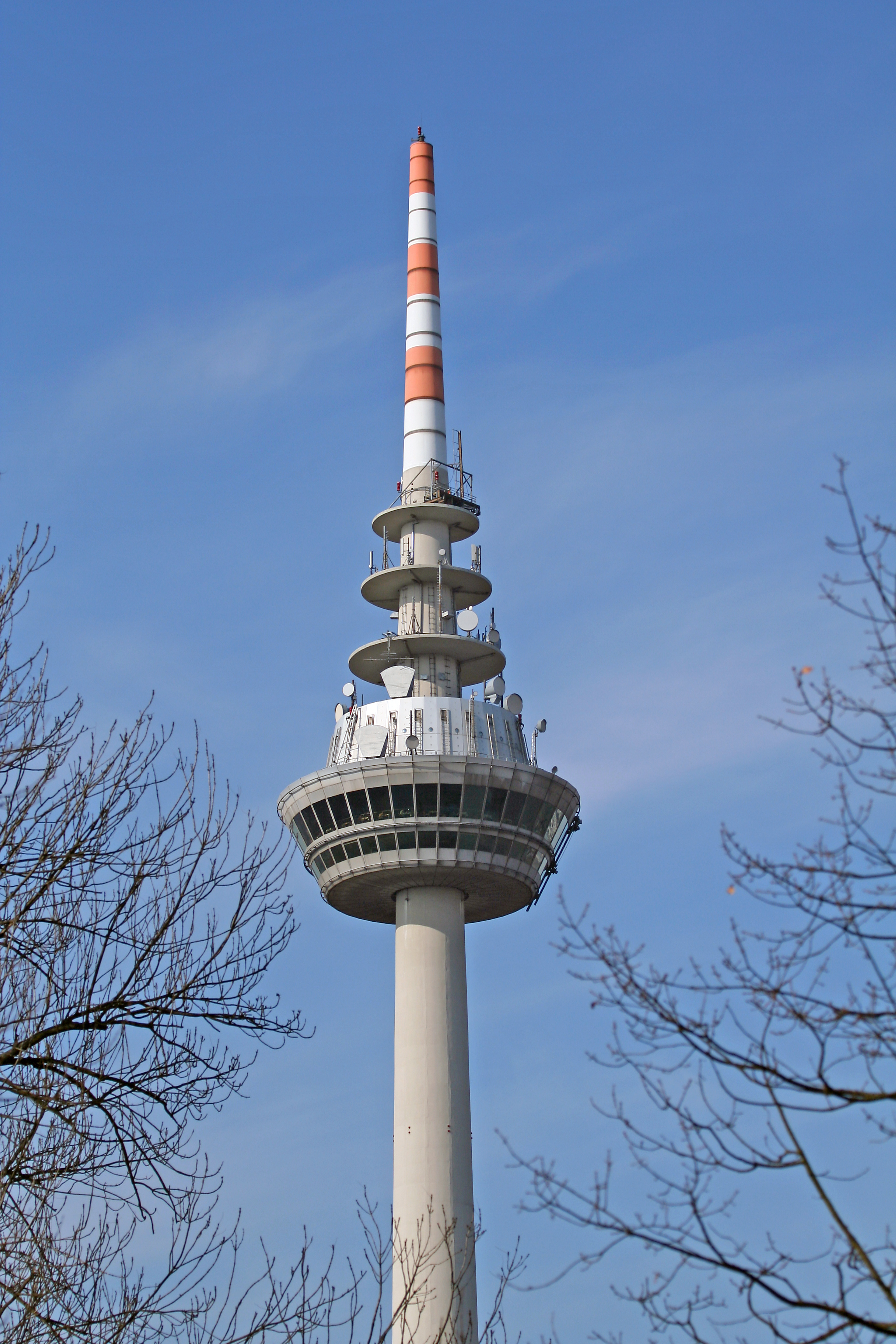
Spitze des Fernmeldeturms Mannheim mit Drehrestaurant hinter der Fensterfront

| Stadt/Ort         | Bundesland          | Turm/Gebäude                         | Höhe Restaurant (über Boden) |
| ----------------- | ------------------- | ------------------------------------ | ---------------------------- |
| Aachen            | Nordrhein-Westfalen | Wasserturm Belvedere                 | 32,75 m                      |
| Bad Marienberg    | Rheinland-Pfalz     | Wildpark Hotel                       | 20 m                         |
| Berlin            | Berlin              | Fernsehturm                          | 207 m                        |
| Düsseldorf        | Nordrhein-Westfalen | Rheinturm                            | 175 m                        |
| Hofheim am Taunus | Hessen              | Vital Hotel in der Rhein-Main-Therme | 7 m                          |
| Mannheim          | Baden-Württemberg   | Fernmeldeturm                        | 125 m                        |
| München           | Bayern              | Olympiaturm                          | 182 m                        |

| Stadt/Ort         | Bundesland          | Turm/Gebäude        | Bemerkung                                            |
| ----------------- | ------------------- | ------------------- | ---------------------------------------------------- |
| Erbendorf-Pfaben  | Bayern              | Hotel Steinwaldhaus | 2021 geschlossen, abgerissen                         |
| Frankfurt am Main | Hessen              | Henninger-Turm      | 2 Drehrestaurants, 2002 geschlossen, 2013 abgerissen |
| Dortmund          | Nordrhein-Westfalen | Florianturm         | seit 2015 geschlossen                                |
| Frankfurt am Main | Hessen              | Europaturm          | 1999 geschlossen                                     |
| Hamburg           | Hamburg             | Heinrich-Hertz-Turm | 2001 geschlossen                                     |
| Köln              | Nordrhein-Westfalen | Colonius            | 1994 geschlossen                                     |
| Nürnberg          | Bayern              | Fernmeldeturm       | 1991 geschlossen                                     |

### Österreich
| Stadt/Ort                               | Bundesland | Turm/Gebäude         | Berg       | Höhe Restaurant           |
| --------------------------------------- | ---------- | -------------------- | ---------- | ------------------------- |
| Wien                                    | Wien       | Donauturm            |            | 160 m, 170 m (über Boden) |
| Hopfgarten im Brixental/Westendorf/Söll | Tirol      | Gipfelalm Hohe Salve | Hohe Salve | 1829 m (Berg)             |

### Schweiz

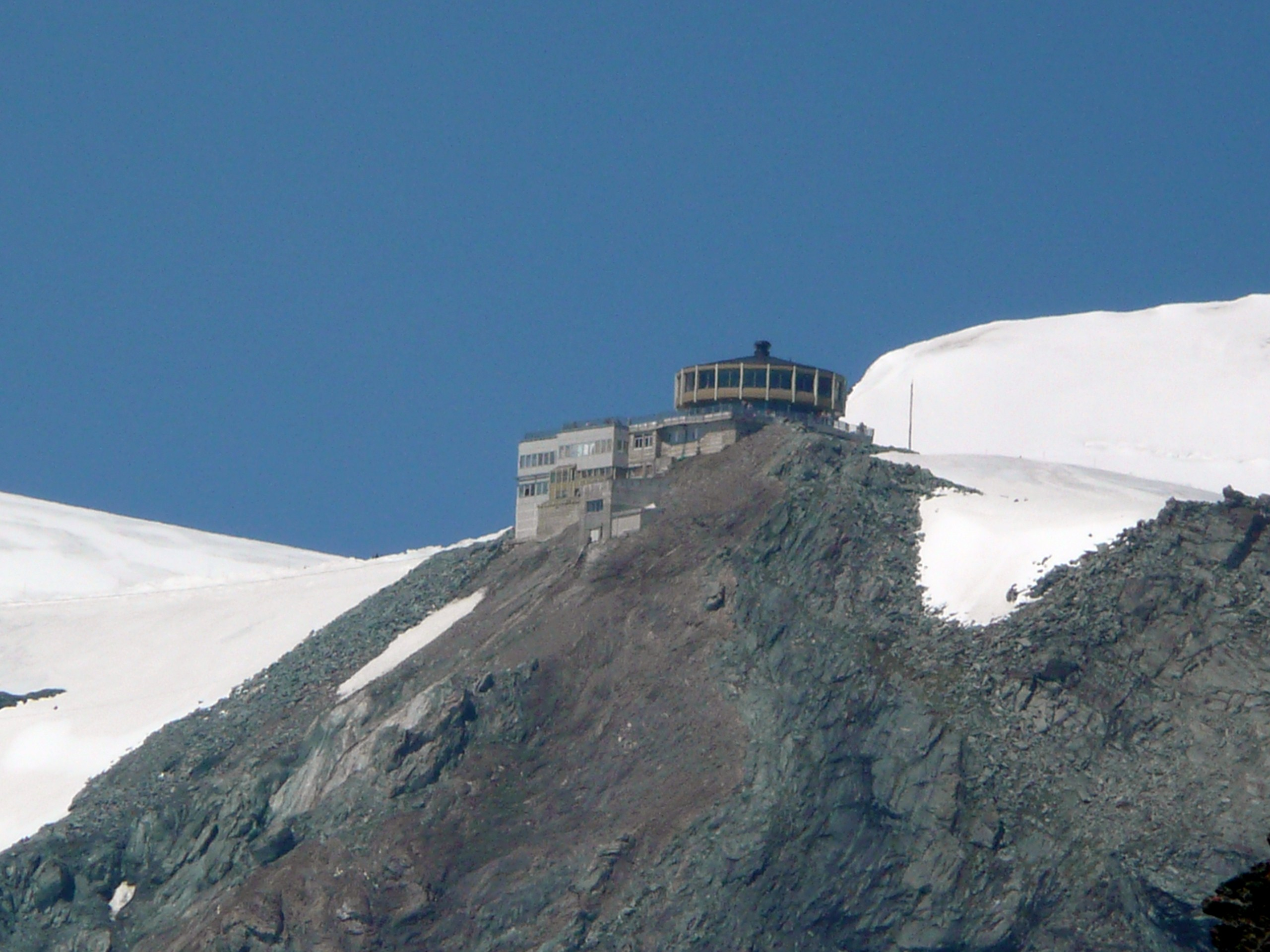
Das Drehrestaurant auf dem Mittelallalin (3500 m) gilt als höchstgelegenes Drehrestaurant der Welt.

| Stadt/Ort           | Kanton                | Turm/Gebäude                            | Berg          | Höhe (Berg) |
| ------------------- | --------------------- | --------------------------------------- | ------------- | ----------- |
| Brülisau/Altstätten | Appenzell Innerrhoden | Drehrestaurant                          | Hoher Kasten  | 1795 m      |
| Leysin              | Waadt                 | Kuklos                                  | La Berneuse   | 2045 m      |
| Mürren              | Bern                  | Piz Gloria                              | Schilthorn    | 2970 m      |
| Saas Fee            | Wallis                | Threes!xty, Bergstation der Metro Alpin | Mittelallalin | 3456 m      |
| Stans               | Nidwalden             | Rondorama                               | Stanserhorn   | 1898 m      |

### Weitere Länder

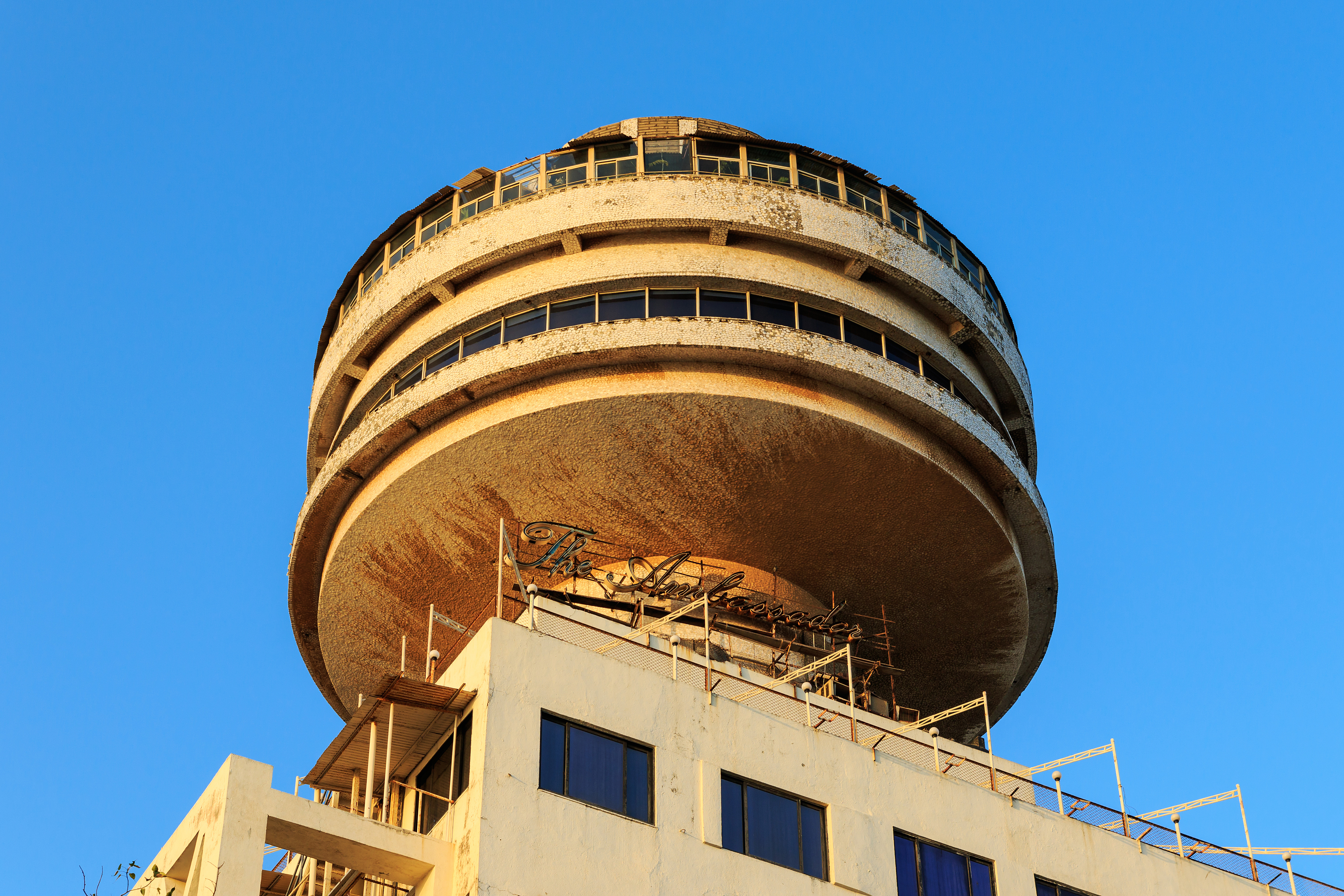
Drehrestaurant des Ambassador Hotels in Mumbai

| Stadt/Ort               | Land                         | Turm/Gebäude                                                     |
| ----------------------- | ---------------------------- | ---------------------------------------------------------------- |
| Abu Dhabi               | Vereinigte Arabische Emirate | Al Fanar                                                         |
| Ankara                  | Türkei                       | Atakule-Fernsehturm                                              |
| Aşgabat                 | Turkmenistan                 | Fernsehturm Turkmenistan                                         |
| Atlanta                 | Vereinigte Staaten           | Westin Peachtree Plaza Hotel                                     |
| Auckland                | Neuseeland                   | Sky Tower                                                        |
| Bagdad                  | Irak                         | Fernsehturm Bagdad                                               |
| Baku                    | Aserbaidschan                | Fernsehturm Baku                                                 |
| Belgrad                 | Serbien                      | Genex-Turm                                                       |
| Blacktown City          | Australien                   | Blacktown Workers Club                                           |
| Bratislava              | Slowakei                     | Fernsehturm Bratislava                                           |
| Bratislava              | Slowakei                     | Brücke des Slowakischen Nationalaufstandes                       |
| Canberra                | Australien                   | Black Mountain Tower                                             |
| Calgary                 | Kanada                       | Calgary Tower                                                    |
| Chittagong              | Bangladesch                  | Zia Memorial Complex                                             |
| Colombo                 | Sri Lanka                    | Lotus Tower                                                      |
| Dajti                   | Albanien                     | Dajti Tower Belvedere Hotel                                      |
| Dalian                  | Volksrepublik China          | Fernsehturm                                                      |
| Dallas                  | Vereinigte Staaten           | Reunion Tower                                                    |
| Damaskus                | Syrien                       | Cham Palace Hotel                                                |
| Daqing                  | Volksrepublik China          | Fernsehturm                                                      |
| Foshan                  | Volksrepublik China          | Fernsehturm                                                      |
| George Town             | Malaysia                     | Bayview Hotel                                                    |
| Glenelg                 | Australien                   | Atlantic Tower                                                   |
| Hongkong                | Volksrepublik China          | Hopewell Centre                                                  |
| Houston                 | Vereinigte Staaten           | Hyatt Regency Houston                                            |
| Istanbul                | Türkei                       | Fernsehturm Endem                                                |
| Jiaozuo                 | Volksrepublik China          | Fernsehturm                                                      |
| Johannesburg            | Südafrika                    | Telkom Joburg Tower                                              |
| Kaifeng                 | Volksrepublik China          | Fernsehturm                                                      |
| Kairo                   | Ägypten                      | Fernsehturm Kairo                                                |
| Kairo                   | Ägypten                      | Grand Hyatt Hotel Kairo                                          |
| Katoomba                | Australien                   | Katoomba Scenic World                                            |
| Kota Kinabalu           | Malaysia                     | Tun Mustapha Tower                                               |
| Kuala Lumpur            | Malaysia                     | KL Tower                                                         |
| Kuopio                  | Finnland                     | Puijo-Turm                                                       |
| Kuwait                  | Kuwait                       | Liberation Tower                                                 |
| Las Vegas               | Vereinigte Staaten           | Stratosphere Las Vegas                                           |
| Liverpool               | Vereinigtes Königreich       | St. John’s Beacon                                                |
| London                  | Vereinigtes Königreich       | BT Tower                                                         |
| Los Angeles             | Vereinigte Staaten           | Westin Bonaventure Hotel                                         |
| Luoyang                 | Volksrepublik China          | Fernsehturm                                                      |
| Macau                   | Volksrepublik China          | Macau Tower                                                      |
| Mexiko-Stadt            | Mexiko                       | World Trade Center Ciudad de México                              |
| Moskau                  | Russland                     | Fernsehturm Ostankino                                            |
| Mülhausen               | Frankreich                   | Europaturm                                                       |
| Mumbai                  | Indien                       | The Ambassador Hotel                                             |
| Myohyang-san            | Nordkorea                    | Hyangsan Hotel                                                   |
| Nairobi                 | Kenia                        | Kenyatta International Conference Centre                         |
| Nanjing                 | Volksrepublik China          | Jiangsu-Nanjing-Fernsehturm                                      |
| Neu-Delhi               | Indien                       | Fernsehturm Pitampura                                            |
| New York City           | Vereinigte Staaten           | New York Marriott Marquis                                        |
| Niagara Falls           | Kanada                       | Skylon Tower                                                     |
| Pjöngjang               | Nordkorea                    | Yanggakdo International Hotel                                    |
| Nuevo Arenal            | Costa Rica                   | Rondorama Arenal                                                 |
| Qingdao                 | Volksrepublik China          | Fernsehturm                                                      |
| Palavas-les-Flots       | Frankreich                   | Phare de la Méditerranée                                         |
| Peking                  | Volksrepublik China          | Central Radio and TV Tower                                       |
| Perth                   | Australien                   | St. Martins Tower                                                |
| Pjöngjang               | Nordkorea                    | Koryo Hotel                                                      |
| Pjöngjang               | Nordkorea                    | Yanggakdo Hotel                                                  |
| Potosí                  | Bolivien                     | Restaurante Giratorio Pari Orko                                  |
| Reykjavík               | Island                       | Perlan                                                           |
| San Antonio             | Vereinigte Staaten           | Tower of the Americas                                            |
| San Carlos de Bariloche | Argentinien                  | Cerro Otto                                                       |
| Santiago de Chile       | Chile                        | Giratorio                                                        |
| Sandy Bay bei Hobart    | Australien                   | Wrest Point Hotel Casino                                         |
| Sarajevo                | Bosnien und Herzegowina      | Avaz Twist Tower                                                 |
| Seattle                 | Vereinigte Staaten           | Space Needle                                                     |
| Seoul                   | Südkorea                     | N Seoul Tower                                                    |
| Shanghai                | Volksrepublik China          | Fengxian-Fernsehturm                                             |
| Shanghai                | Volksrepublik China          | Oriental Pearl Tower                                             |
| Shanghai                | Volksrepublik China          | Qingpu-Fernsehturm                                               |
| Shijiazhuang            | Volksrepublik China          | Fernsehturm                                                      |
| Sichuan                 | Volksrepublik China          | Fernsehturm                                                      |
| Singapur                | Singapur                     | Meritus Mandarin                                                 |
| Singapur                | Singapur                     | Prima Tower                                                      |
| Siófok                  | Ungarn                       | Wasserturm Siófok                                                |
| Surfers Paradise        | Australien                   | Crowne Plaza Hotel                                               |
| Sydney                  | Australien                   | Australia Square                                                 |
| Sydney                  | Australien                   | Sydney Tower                                                     |
| Taipeh                  | Taiwan                       | Müllverbrennungsanlage Beitou                                    |
| Tampere                 | Finnland                     | Näsinneula                                                       |
| Thessaloniki            | Griechenland                 | OTE-Fernsehturm                                                  |
| Tianjin                 | Volksrepublik China          | Radio- und Fernsehturm                                           |
| Tirana                  | Albanien                     | Sky Tower (seit 2019 geschlossen wegen Umbauarbeiten am Gebäude) |
| Tokio                   | Japan                        | New Otani                                                        |
| Toronto                 | Kanada                       | CN Tower                                                         |
| Toronto                 | Kanada                       | Westin Harbour Castle Hotel                                      |
| Trondheim               | Norwegen                     | Tyholttårnet                                                     |
| Valparaíso              | Chile                        | Giratorio                                                        |
| Vancouver               | Kanada                       | Empire Landmark Hotel                                            |
| Vancouver               | Kanada                       | Harbour Centre                                                   |
| Vancouver               | Kanada                       | Renaissance Vancouver Hotel                                      |
| Vilnius                 | Litauen                      | Fernsehturm Vilnius                                              |
| Winnipeg                | Kanada                       | Fort Garry Place III                                             |
| Wuhan                   | Volksrepublik China          | Fernsehturm Guishan                                              |